# ولادی‌وستوک

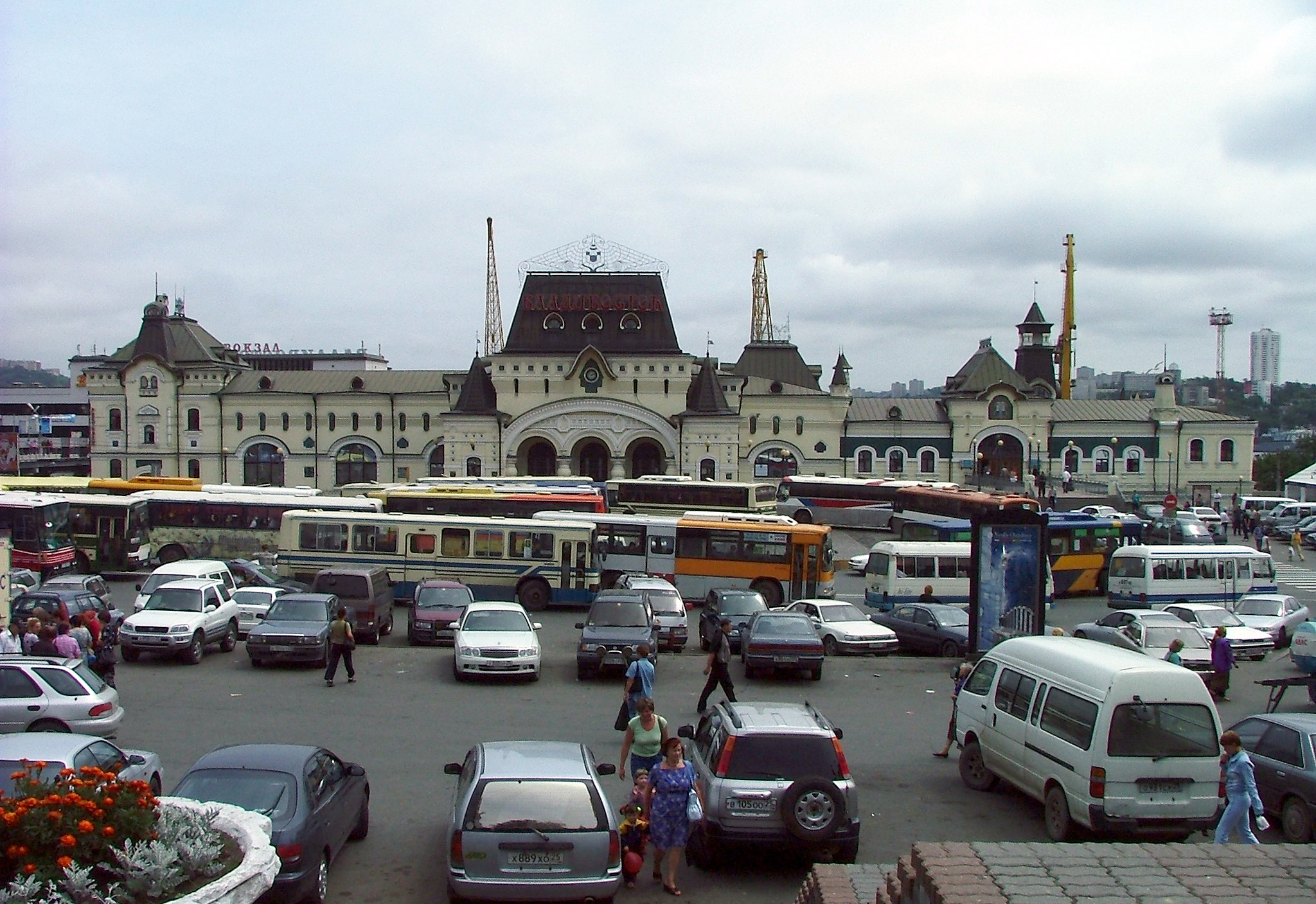
ایستگاه قطار ولادی‌وستوک

ولادی‌وُسْتوک (به روسی: Владивосто́к) یکی از شهرهای روسیه است که در گوشه جنوب شرقی آن قرار گرفته‌است.
ولادی‌وستوک مرکز سرزمین پریمورسکی و قرارگاه بندری ناوگان اقیانوس آرام نیروی دریایی روسیه است.
ولادی‌وستوک ایستگاه پایانی راه‌آهن سراسری سیبری است. صنایع اصلی شهر، کشتی‌رانی، ماهی‌گیری صنعتی و پایگاه نیروی دریایی است.
پس از فروپاشی شوروی بسیاری از شرکت‌ها از موقعیت خوب جغرافیایی ولادی‌وستوک بهره برده و شعبه‌هایی را در این شهر افتتاح کرده‌اند.
نام ولادی‌وستوک به معنی «فرمانروای خاور» است. در روسی владь (ولاد) به معنی فرمانروا و восток (وُستوک) به معنی شرق است. این شهر را در چینی 海參崴 (هایشن‌وای) به معنی مرداب خیار دریایی می‌نامند.

## پیشینه

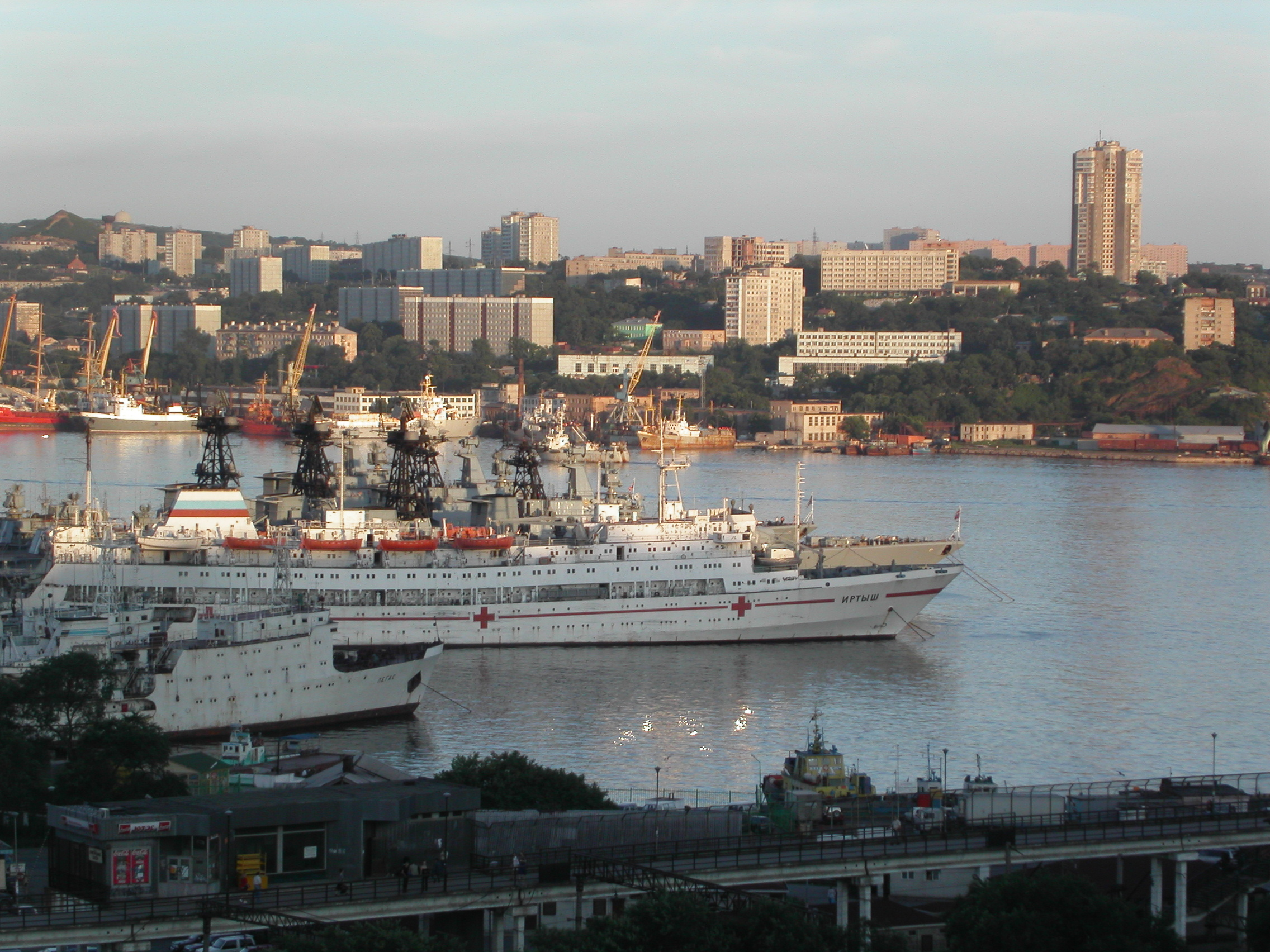
بندر ولادی‌وستوک

ولادی‌وستوک، جنوب شرقی‌ترین مکان در روسیه است و در خلیج گلدن هرن قرار گرفته و بندر اصلی روسیه در ساحل اقیانوس آرام به‌شمار می‌رود. این شهر فاصله چندانی با مرز روسیه و چین و کره شمالی ندارد. در قرن نوزدهم، پس از امضای پیمان «آیگونسکی» در سال ۱۸۵۸ میلادی، این اراضی مورد استفاده مشترک چین و روسیه قرار گرفت. در این سرزمین مشترک روسیه – چین در سال ۱۸۶۰ میلادی شهر ولادی‌وستوک بنیان گذاشته شد؛ و فقط در نوامبر سال ۱۸۶۰ میلادی پس از امضای پیمان پکن این منطقه به‌طور کامل از نظر حقوقی تحت اداره امپراتوری روسیه قرار گرفت. ولادی‌وستوک از سال ۱۹۵۸ تا سال ۱۹۸۸ میلادی یک شهر بسته بود. زندگی در آنجا و حتی سفر خارجیان و شهروندان خارجی اتحاد شوروی به آنجا فقط با اجازه ویژه ممکن می‌شد. جزیره روسی که در خلیج پتر کبیر در دریای ژاپن قرار دارد جنوبی‌تر از ولادی‌وستوک است. برای مدت طولانی این شهر از مقام سرزمین بسته برخوردار بود. در آنجا بخش‌های نظامی زیاد و دژ دفاعی معروف ولادی‌وستوک واقع است.

## دسترسی
پروازهای متعدد به این شهر باعث شده دسترسی به آن آسان شود و هتل‌های متعدد و با کیفیتی در آن ساخته شود. این شهر که در جنوب شبه جزیره مارویف آمورسکی قرار دارد مساحتی حدود ۶۰۰ کیلومتر را پوشش می‌دهد. کوه خالادلنیک بلندترین ارتفاع این منطقه است. این شهر به وسیله راه‌آهن سیبری که در سال ۱۹۰۵ ساخته شد به مسکو متصل می‌شود. پروازهای بین‌المللی چین، کره، ژاپن و ویتنام به این شهر هر روزه در جریان است. این شهر با استفاده از خطوط اتوبوس، ترالی‌بوس، تراموا، ترن شهری و رفت‌وآمد آبی، سامانه حمل‌ونقل کارآمدی را دارا است. بهترین روش برای بازدید از این شهر پیاده‌روی است.
در طول تاریخ چندین دژ نظامی در این شهر ساخته شده، که هر روز ساعت ۱۲ ظهر نزدیک دژ ولادی وستوک غرش توپ‌ها شنیده می‌شود. دژ شماره ۷ که در سال ۱۹۱۰ ساخته شده یکی از مشهورترین محل‌ها را برای بازدید دارد که دارای ۷ برج است که از مسیر آبی به جزیره روسی حفاظت می‌کند.